# Panzerbrigade 2
De Duitse Panzerbrigade 2 was een Duitse Panzerbrigade van de Wehrmacht tijdens de Tweede Wereldoorlog. Deze Panzerbrigade vormde de gepantserde component van een van de oorspronkelijke Panzerdivisies, de 2e Panzerdivisie.

## Krijgsgeschiedenis

### Oprichting
Panzerbrigade 2 werd opgericht 15 oktober 1935 in Meiningen in Thüringen.
In eerste instantie werd de brigade uitgerust met de Panzerkampfwagen I. Pas later volgden betere modellen, de Panzerkampfwagen II, Panzerkampfwagen III en Panzerkampfwagen IV.

### Inzet
De brigade trok als integraal deel van de 2e Panzerdivisie na de “Anschluss” naar Wenen en vocht in de veldtocht in Polen in september 1939 (Fall Weiss) en in de veldtocht in het Westen in mei (Fall Gelb) en juni 1940 (Fall Rot).

Omdat uit de ervaringen van de Franse veldtocht naar voren kwam dat de Panzerdivisies toch wel wat log waren en topzwaar in tanks, werd de verhouding tanks-infanterie omgedraaid. Omdat nog maar één panzerregiment per divisie nodig was, werd Panzerregiment 4 op 28 september 1940 bij de nieuwe 13e Panzerdivisie ingedeeld. Met deze sterk verkleinde organisatie nam de brigade deel aan Operatie Marita. Na afloop van deze veldtocht werd de brigade deels per schip teruggebracht naar Wenen. Door mijnen werden enkele transportschepen tot zinken gebracht, waardoor alle tanks verloren gingen.

### Einde
Panzerbrigade 2 was als bevelslaag nu echt overbodig geworden en de staf werd op 4 juli 1941 opgeheven.

### Slagorde
- Panzerregiment 3
  - 1 september 1939: 2 bataljons, met elk 4 compagnieën (1 staf en 3 lichte)
    - in totaal 62 Panzer I, 78 Panzer II, 3 Panzer III, 8 Panzer IV, 9 PzBefw

  - 10 mei 1940: 2 bataljons, met elk 4 compagnieën (1 staf, 1 medium en 2 lichte)
    - in totaal 22 Panzer I, 55 Panzer II, 29 Panzer III, 16 Panzer IV, 8 PzBefw

  - 6 april 1941: 2 bataljons, met elk 4 compagnieën (1 staf, 1 medium en 2 lichte)
    - in totaal 26 Panzer II, 71 Panzer III, 20 Panzer IV, 6 PzBefw
- Panzerregiment 4
  - 1 september 1939: 2 bataljons, met elk 4 compagnieën (1 staf en 3 lichte)
    - in totaal 62 Panzer I, 77 Panzer II, 3 Panzer III, 9 Panzer IV, 11 PzBefw

  - 10 mei 1940: 2 bataljons, met elk 4 compagnieën (1 staf, 1 medium en 2 lichte)
    - in totaal 23 Panzer I, 60 Panzer II, 29 Panzer III, 16 Panzer IV, 8 PzBefw

## Commandanten
| Rang                                       | Naam                      | Begin            | Eind             |
| ------------------------------------------ | ------------------------- | ---------------- | ---------------- |
|                                            | ??                        | 15 oktober 1935  | 10 november 1938 |
| Oberst Generalmojor (vanaf 1 oktober 1939) | von Prittwitz und Gaffron | 10 november 1938 | 1 oktober 1940   |
|                                            | ??                        | 1 oktober 1940   | 15 mei 1941      |
| Oberst                                     | Hermann Balck             | 15 mei 1941      | 4 juli 1941      |